# Himalrandia
Himalrandia  es un género con dos especies de plantas con flores perteneciente a la familia de las rubiáceas. 
Es nativa de Afganistán hasta el sur de China.

## Especies
- Himalrandia lichiangensis (W.W.Sm.) Tirveng. (1983).
- Himalrandia tetrasperma (Wall. ex Roxb.) T.Yamaz. (1970).